# بهاء الدين السنجاري
بهاء الدين السنجاري الشافعي
كان فقيهاً تكلم في الخلاف إلا أنه غلب عليه الشعر واشتهر به، وخدم به الملوك وأخذ جوائزهم وطاف بالبلاد ومدح الأكابر.

## نسبه
أسعد بن يحيى بن موسى بن منصور بن عبد العزيز بن وهب بن وهبان بن سوار بن عبد الله ابن رفيع بن ربيعة بن هبان السلمي السنجاري الفقيه الشافعي بهاء الدين.

## ولادته ووفاته
وكانت ولادته سنه ثلاث وثلاثين وخمسمائة (533 هجرية)، وتوفي سنة اثنتين وعشرين وستمائة (622 هجرية)

## مختارات من أشعاره
- ومن شعره قصيدة مدح بها القاضي كمال الدين الشهرزوري،[2]

أولها من الكامل:
- منها من الكامل:

- ومن شعره أيضاً من الكامل:

ومنه أيضاً من السريع:
- قال جمال الدين عبد الرحمن بن السنينيرة الواسطي الشاعر: رافقني البهاء السنجاري في بعض الأسفار من سنجار إلى رأس عين فنزلنا في الطريق في مكان، وكان له غلام اسمه إبراهيم وكان يأنس به، فأبعد عنا الغلام فقام يطلبه وناداه: يا إبراهيم، يا إبراهيم! مراراً، فلم يسمع نداءه لبعده عنا؛ وكان ذلك الموضع له صداً، فلما قال: يا إبراهيم! أجابه الصدا: يا إبراهيم! فقعد ساعةً ثم أنشدني من الطويل:

- وكان بينه وبين صاحب له مودة أكيدة، ثم جرى بينهما عتاب وانقطع ذلك الصاحب عنه، فسير إليه يعتبه لانقطاعه، فكتب إليه بيتي الحريري وهما في المقامات من الخفيف:

فكتب إليه بهاء الدين من نظمه من الوافر:
- ومن شعره أيضاً من السريع:

قلت: أخذه من قول الأول من البسيط:
- ومن شعره من مجزوء الكامل:

- ولبهاء الدين السنجاري أبيات خمرية منها قوله من البسيط: